# 동의기념비
동의기념비는 대한민국 전라북도 정읍시 산외면에 있다. 2016년 7월 26일 정읍시의 향토문화유산 제9호로 지정되었다.

## 개요
1928년 이희봉, 권영모, 민영석 등 도내 유림 34인이 발의 창건하여 면암 최익현, 둔헌 임병찬 등을 향사한 하청사가 있었으나 사당은 소실되고, 인근에 의친왕 이강이 글을 쓴 동의기념비가 보존되어 있다. 
현충시설로 지정되어 있는 동의기념비는 시멘트 블록 담장으로 둘러싸여 있으며, 화강석 기단위에 동의기념비가 세워져 있다. 면암 최익현과 둔헌 임방찬이 주도하여 1906년 무성서원에서 일어난 '병오창의'는 을사늑약이후 호남 최초의 의병이라는 점과 이를 계기로 의병이 전국으로 확산되었다는 점에서 의미가 크며 의병이 독립군으로 전환하는 계기가 되었다는 점에서도 역사적 의의가 있다.